# 古沟回族乡
古沟回族乡是中华人民共和国安徽省淮南市潘集区下辖的一个民族乡。

## 行政区划
古沟回族乡下辖以下村级行政区划单位：
顾圩村、沟北村、苏杨村、太平村、蔡庙村、聂圩村、於湖村、伏龙村、陶郢村、新河村、古沟村和高湖村。